# Farizeové
Farizeové (z řec. Φαρισαιος farisaios, hebrejsky פְרוּשִׁים‎ – peruším, oddělení, český singulár je farizej nebo farizeus, plurál i farizejové) byli jedním z teologických, sociálních a politických názorových proudů antického judaismu, který vznikl v polovině 2. stol. př. n. l. Velký vliv měla škola rabiho Šamaje, která razila přísnější způsob plnění Tóry, a škola rabiho Hilela, jež zastávala liberálnější postoje. Talmud „rozlišuje sedm druhů farizeů“. Po zničení Druhého chrámu se stoupenci těchto farizejských proudů stali hlavními aktéry při vzniku rabínského judaismu.
V Novém zákoně jsou některé farizejské skupiny nebo jednotliví farizejové kritizováni jako pokrytci. Odtud se pak označení „farizej“ stalo synonymem pro pokrytce, byť neprávem. Například „slavný rabín Gamaliel I. (10-70 po Kristu) – farizej a předseda Sanhedrinu“ – se prvních křesťanů zastával.

## Historický vývoj
Farizeové se pravděpodobně vyvinuli ze skupiny tzv. chasidim (dosl. „zbožní“), která se angažovala za makabejského povstání (167-161 př. n. l.) proti Seleukovcům. Tato skupina vznikla již na počátku 2. století př. n. l., předpoklady k jejímu vzniku však trvaly mnohem déle – spory kněžských rodin se odehrávaly celá dvě předcházející staletí. Tento proud v rámci židovství byl apokalyptický, věřil v brzký Boží zásah a nastolení nového řádu, proto se přidali k Makabejským, byť hnutí samotné pokládali za nedostatečné. Když zůstaly apokalyptické představy nenaplněny, vyvinuly se z chasidim dva hlavní proudy – esejci, kteří u apokalyptických představ zůstali a rozvinuli dualistickou eschatologii, a farizeové, kteří z apokalyptiky vystřízlivěli – z toho také možná vychází jejich pojmenování: farizeové, tj. „oddělení“, se odtrhli od chasidim.
Vystřízlivění farizeů bylo z velké části způsobeno nejen tím, že se nedostavil mesiáš, ale také tím, že nová hasmoneovská dynastie brzy opustila ideály makabejského povstání – hasmoneovci tvrdě potírali své odpůrce a podléhali helénizaci. Mimoto opustili zákon oddělenosti postavení velekněze a krále – došlo k jejich splynutí. Farizeové proto hlásali návrat k původním myšlenkám povstání a snažili se (na rozdíl od esejců, kteří se od okolního světa do značné míry izolovali) přenést náboženské ideály do politické praxe, čímž se postavili také proti saduceům (kněžská aristokracie), což dokonce roku 88 př. n. l. vedlo k občanské válce. Své přivržence získávali spíše mezi středními a nižšími vrstvami obyvatelstva.
První židovskou válku (66-74 n. l.) saduceové ani esejci nepřežili, farizeové se proto stali těmi, kteří určili další podobu judaismu, označovaného jako rabínský. Své vyjádření našel rabínský judaismus v Talmudu, který mj. popisuje i hnutí farizeů v období Druhého chrámu.

## Učení
Hlavní myšlenkou farizeismu je, že tradovaný mojžíšovský zákon má být nejen doslovně předáván, nýbrž i neustále vykládán a aktualizován, což odporovalo saducejskému lpění na tradovaném doslovném znění. Zároveň však farizeové připouštěli více možností výkladu, což je zase odlišovalo od esejců, kteří připouštěli jen jednu interpretaci. Tóra tak byla chápána jako imanentní zákon, Moudrost, skrze kterou byl stvořen svět.
Dalším prvkem, kterým se farizeové odlišovali, bylo pojetí spásy a vzkříšení. Saduceové možnost vzkříšení odmítali úplně. Naproti esejcům, kteří věřili, že spaseni budou pouze oni sami, farizeové hlásali spásu nejen pro všechny židy (tedy i pro jiné názorové proudy), ale dokonce i pro pohany–„spravedlivé z národů“.

## Farizeové a Nový zákon

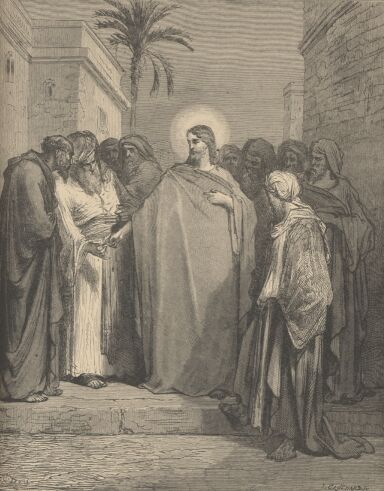
Gustave Doré: Ježíš hovoří s Farizeji

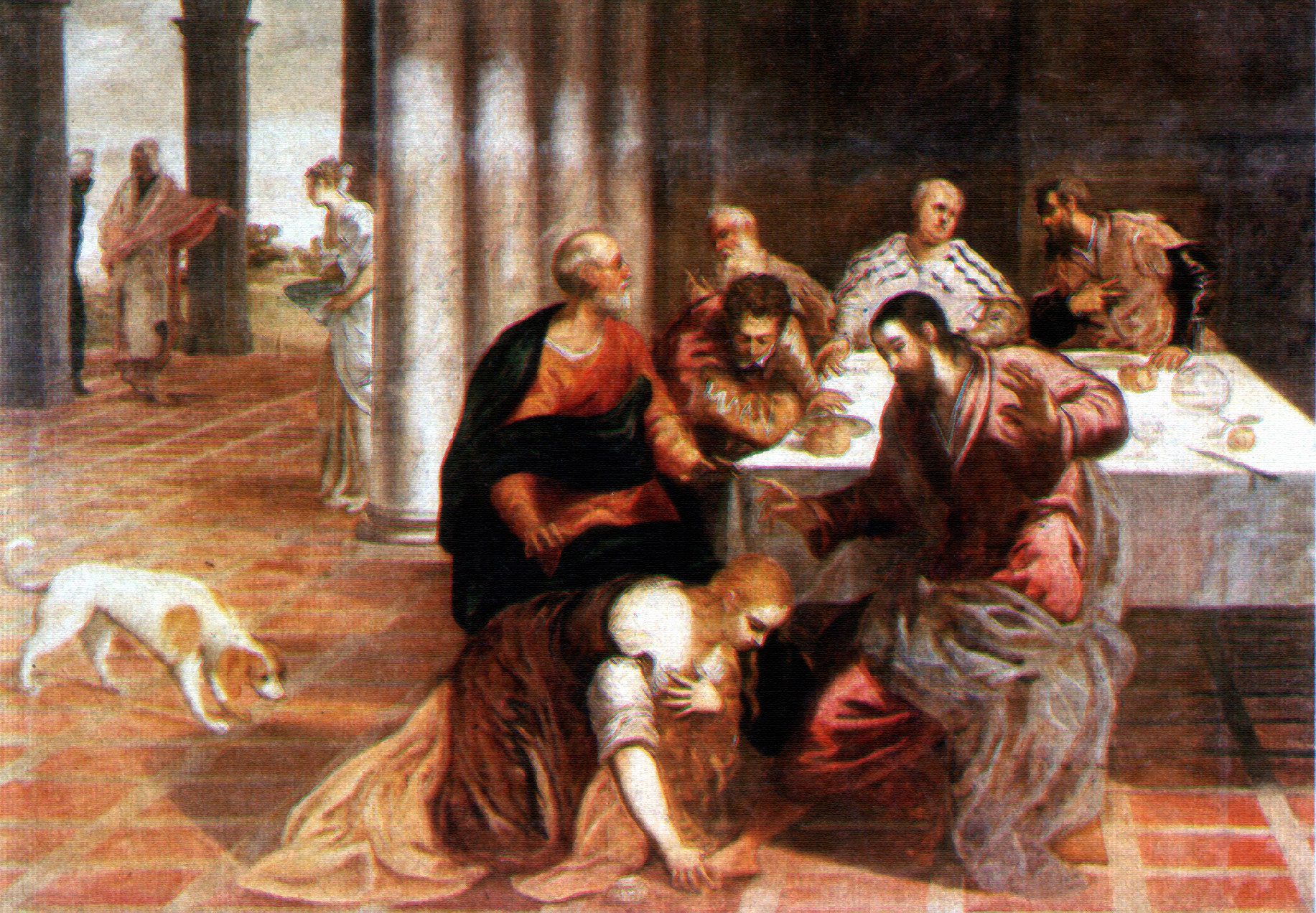
Ježíš v domě Farizejských, malba Jacopo Tintoretto, Escorial

### Ježíšova kritika
Ačkoli v Novém zákoně máme mnoho zmínek o tom, jak Ježíš farizeje kritizuje, přesto mu byli ve skutečnosti „mnohem bližší než kterákoliv jiná skupina v tehdejším Izraeli, … Ohnisko Ježíšova sporu s farizeji můžeme – zjednodušeně řečeno – vidět ve sklonu farizejů vykládat Zákon jako systém příkazů a závazků, v němž už není místo pro živého Boha, – chápat morálku jako lidský výkon, který nenechává dostatečný prostor pro Boží milost, milosrdenství a lásku.“ Jinými slovy Ježíš odmítal především to, že by Zákon (Tóra) měl být závazný jen sám o sobě či jen proto, že byl stvořitelským nástrojem, a přesunul důraz na etiku a lásku k bližnímu. Farizejské pojetí bylo bezpochyby střízlivější. Když Ježíš požadoval lásku nejen k bližnímu, ale také k nepříteli, byli lidé tímto nárokem mnohem více zatíženi. Když však člověk před tímto přetížením zděšeně neprchl, začínala podle Ježíše pravá blízkost Boží.
Krom kritiky „zákonictví“ je známá také kritika pokrytectví farizeů. Krom výtky, že farizeové nečiní to, co říkají, se však pod pojmem „pokrytec“ skrývalo ještě něco jiného. Tímto výrazem byli apokalyptickými skupinami označováni všichni, kteří nevěřili v brzký příchod Božího království a na jeho příchod se nepřipravovali.

### Obraz farizeů v Novém zákoně
Když byla sepisována evangelia, byl obraz v židovství podstatně jiný – saduceové a esejci prakticky zanikli a hlavními odpůrci vznikajícího křesťanství zůstali tedy farizeové. Část biblistů se domnívá, že v důsledku toho Nový zákon směřuje proti farizeům i výtky, které byly původně určeny i jiným skupinám (proti saduceům např. Mt 23,16, proti esejcům Mt 5,43n).
Důležité také bylo to, že spor byl veden ještě v rámci židovství a evangelisté chápali sami sebe jako proroky, nešetřili proto ostrými slovy „slepým vůdcům“ Božího národa. Slova byla tvrdá také proto, že židé vyloučili křesťany z židovské obce, křesťané tak přestali být členy Římem povoleného náboženství, a měli tedy vyznávat císařský kult. K tomu však křesťané nebyli ochotni, vyloučení křesťanů z rámce židovství se proto stalo de facto rozsudkem smrti. Proto Matouš mluví k farizeům, jako by křesťany–proroky zabíjeli přímo oni.
Problém však nastal, když již vzájemné osočování křesťanů a farizeů (resp. židů) opustilo rámec židovství. Ostrá slova, původně určená ne židům obecně, ale jen převažujícímu názorovému proudu v židovství, se totiž stala pro křesťanství osudovou přítěží, neboť byla mnohdy interpretována bez těchto historických souvislostí.